# Killer Cha Chacha
Killer Cha Chacha è il terzo album di Sam Paglia pubblicato nel 2003 dalla Cinedelic Records.

## Tracce
1. Black Loop
2. Organsm
3. Introduction
4. Return Of Lo Bianco
5. Room "26"
6. Suspense
7. Bullitt
8. Barely Bossa
9. Killer Chachacha
10. Beloved
11. Stripper Girl
12. Theme From "The Liquidator"
13. Good News From Mars
14. Gran Lusso
15. BBQ
16. Hip Club
17. Chitlins Circuits
18. Sanford & Sons